# 3206 Wuhan
3206 Wuhan eller 1980 VN1 är en asteroid i huvudbältet som upptäcktes den 13 november 1980 av Purple Mountain-observatoriet i Nanjing, Kina. Den är uppkallad efter den kinesiska staden Wuhan.
Asteroiden har en diameter på ungefär 5 kilometer.